# 바닐라웨어
바닐라웨어(Vanillaware Ltd., ヴァニラウェア有限会社)는 오사카에 본사를 둔 일본 비디오 게임 개발업체이다. 캡콤과 아틀러스 (기업)에서 일했으며 세가 새턴의 프린세스 크라운(1997)을 감독한 게임 개발자인 가미타니 조지(George Kamitani)가 2002년에 푸라구루(Puraguru)라는 이름으로 독립 회사를 설립했다. 에닉스용 Fantasy Earth: The Ring of Dominion을 개발하는 작은 스튜디오로 시작하여 2004년 회사는 간사이 오사카로 이전하고 사명을 변경했다. 가미타니는 바닐라웨어가 오딘 스피어를 시작으로 프린세스 크라운의 후속 프로젝트를 만들기를 원했다.
이 회사는 2차원 아트워크를 사용하는 것으로 유명하며, 캐릭터 모델에는 플래시 애니메이션과 유사한 손글씨 동작이 결합되어 있다. 이후 타이틀은 계층화된 레벨과 2.5D 그래픽을 실험했다. 가미타니는 캡콤에서 근무하는 동안 작업한 고전적인 격투 게임 타이틀을 바탕으로 많은 게임을 제작했으며, 이는 프린세스 크라운과 유사하게 영향을 미쳤다.
13기병방위권 등의 게임에 관여했다.